# 晴濑浩贵
晴濑浩贵（日语：／ Harese Hiroki），1981年11月30日出生于日本兵库县，日本的漫画家、插画家。现居埼玉县所泽市。

## 作品

### 已完結
- 艾莉森（原作：時雨泽惠一），《月刊电击Comic Gao!》→《月刊Comic电击大王》（ASCII Media Works）連載。
- 莉莉亞與特雷茲（リリアとトレイズ）（原作：時雨澤惠一），连载于《Comic Sylph》（アスキー・メディアワークス）
- ゆーあい☆エトランゼ，《COMIC SEED!（日语：COMIC SEED!）》（双葉社）全2卷
- ラブ×ロブ×ストックホルム，《月刊GANGAN JOKER》（史克威尔艾尼克斯）全2卷
- 增殖少女（増殖少女プラナちゃん!），《Champion RED》（秋田書店）全2卷
- 冒牌偶像（アイドルプリテンダー），《Champion RED Ichigo（日语：チャンピオンREDいちご）》（秋田書店）全3卷
- （原作：葉巡明治），连载于《Super Dash文库》。
- 将死之人（日語：もうすぐ死ぬひと）（原作：竹井10日），连载于《COMIC Meteor（日语：COMICメテオ）》
- 化野小姐是殭屍《Manga Life（日语：まんがライフ）》（竹書房）全2卷
- 魔法少女的華麗餘生，連載於《Manga Time Kirara MAX》（芳文社）全3卷

### 单行本
- （联署）（オーム社）
- （联署）（オーム社）

### 短篇
- ，刊载于《电击魔王》（MediaWorks）2006年11月号。
- ，刊载于《月刊少年天狼星》（講談社）2005年7月号。
- ，刊载于《Comic High!》（双葉社）2007年9月号。